# Rildardanus laminosa
Rildardanus laminosa är en kräftdjursart. Rildardanus laminosa ingår i släktet Rildardanus och familjen Aoridae. Inga underarter finns listade i Catalogue of Life.